# Tipula (Sinotipula) abluta
Tipula (Sinotipula) abluta is een tweevleugelige uit de familie langpootmuggen (Tipulidae). De soort komt voor in het Nearctisch gebied.